# Bahnhof Rastatt
Der Bahnhof Rastatt ist der Personenbahnhof der Stadt Rastatt in Baden-Württemberg. Er ist wichtiger Knotenbahnhof für vier Linien der Stadtbahn Karlsruhe, die von der Albtal-Verkehrs-Gesellschaft (AVG) betrieben werden. Darüber hinaus wird er von Regional- und einzelnen Fernzügen der Deutschen Bahn AG (DB) bedient und ist mit einem Güterbahnhof verbunden.
Der Bahnhof befindet sich am Streckenkilometer 96,5 der Rheintalbahn sowie am Streckenkilometer 82,9 der Bahnstrecke Mannheim–Rastatt und ist Ausgangspunkt der Murgtalbahn nach Freudenstadt. An dieser liegt mit dem Haltepunkt Rastatt Beinle die heute einzige weitere Bahnstation in Rastatt.
Der Bahnhof wird von etwa 13.000 Reisenden pro Tag genutzt.

## Geschichte
Die Stadt Rastatt erhielt ihren ersten Bahnanschluss am 1. Mai 1844, als die Großherzoglich Badischen Staatseisenbahnen den Abschnitt Karlsruhe – Rastatt der Bahnstrecke Mannheim–Basel eröffneten. Da Rastatt zu dieser Zeit Bundesfestung war und somit durch einen Wall und einen Graben geschützt war, wurde die Strecke zunächst östlich an der Stadt vorbeigeführt. Der erste Rastatter Bahnhof befand sich daher auf dem Gelände des heutigen Industrieviertels.
Schon am 6. Mai 1844 erfolgte die Verlängerung nach Baden-Baden, womit Rastatt ein Durchgangsbahnhof war. Am 31. Mai 1869 wurde der erste Abschnitt der Murgtalbahn eröffnet, womit die Station zum Abzweigbahnhof wurde. Mit der Aufhebung der Bundesfestung 1890 konnte der Bahnhof nach Westen in die Nähe des Stadtzentrums verlegt werden. Dabei entstand das heutige Empfangsgebäude.
Im Jahr 1895 kam als dritte Verbindung die Bahnstrecke Mannheim–Rastatt hinzu, womit Rastatt fortan ein Eisenbahnknoten war. Sie wurde später aus strategischen Gründen nach Haguenau verlängert. Auf dieser Strecke wurde jedoch 1966 der grenzüberschreitende Eisenbahnverkehr nach Frankreich eingestellt.
Zwischen 1909 und 1939 endete beim Bahnhof zudem eine schmalspurige Strecke der Mittelbadischen Eisenbahnen.
Der Bahnhof erhielt in den 1950er Jahren Anschluss an das elektrische Eisenbahnnetz, als die Strecken Mannheim–Basel und Mannheim–Rastatt elektrifiziert wurden.
1994 wurde Rastatt in das Netz der Stadtbahn Karlsruhe integriert. Zunächst verkehrten die Stadtbahn-Züge nur auf der Bahnstrecke Mannheim–Rastatt, in den folgenden Jahren nahm man jedoch auch auf Rheintalbahn und Murgtalbahn den Stadtbahnbetrieb auf, so dass der Bahnhof heute von vier Stadtbahnlinien bedient wird.
Südlich des Bahnhofs kam es im August 2017 durch die Bauarbeiten zum Tunnel Rastatt zu einer unerwarteten Gleisabsenkung, die den Verkehr auf der Rheintalbahn an dieser Stelle unterbrach. Der Bahnhof Rastatt wurde hierdurch von 12. August bis 2. Oktober 2017 zur Endstation aller auf dieser Strecke fahrenden Personenzüge. Ein Schienenersatzverkehr beförderte die Fahrgäste weiter zum Bahnhof Baden-Baden, von wo aus die Fahrt fortgesetzt werden konnte.
Von 2020 bis 2023 wurde der Bahnhof für 21,3 Millionen Euro barrierefrei ausgebaut. Dazu wurde ein Fußgängersteg mit Aufzügen über den Gleisen errichtet. Weiterhin wurden die Bahnsteigkanten erhöht und mit einem Blindenleitsystem versehen.

## Anlage

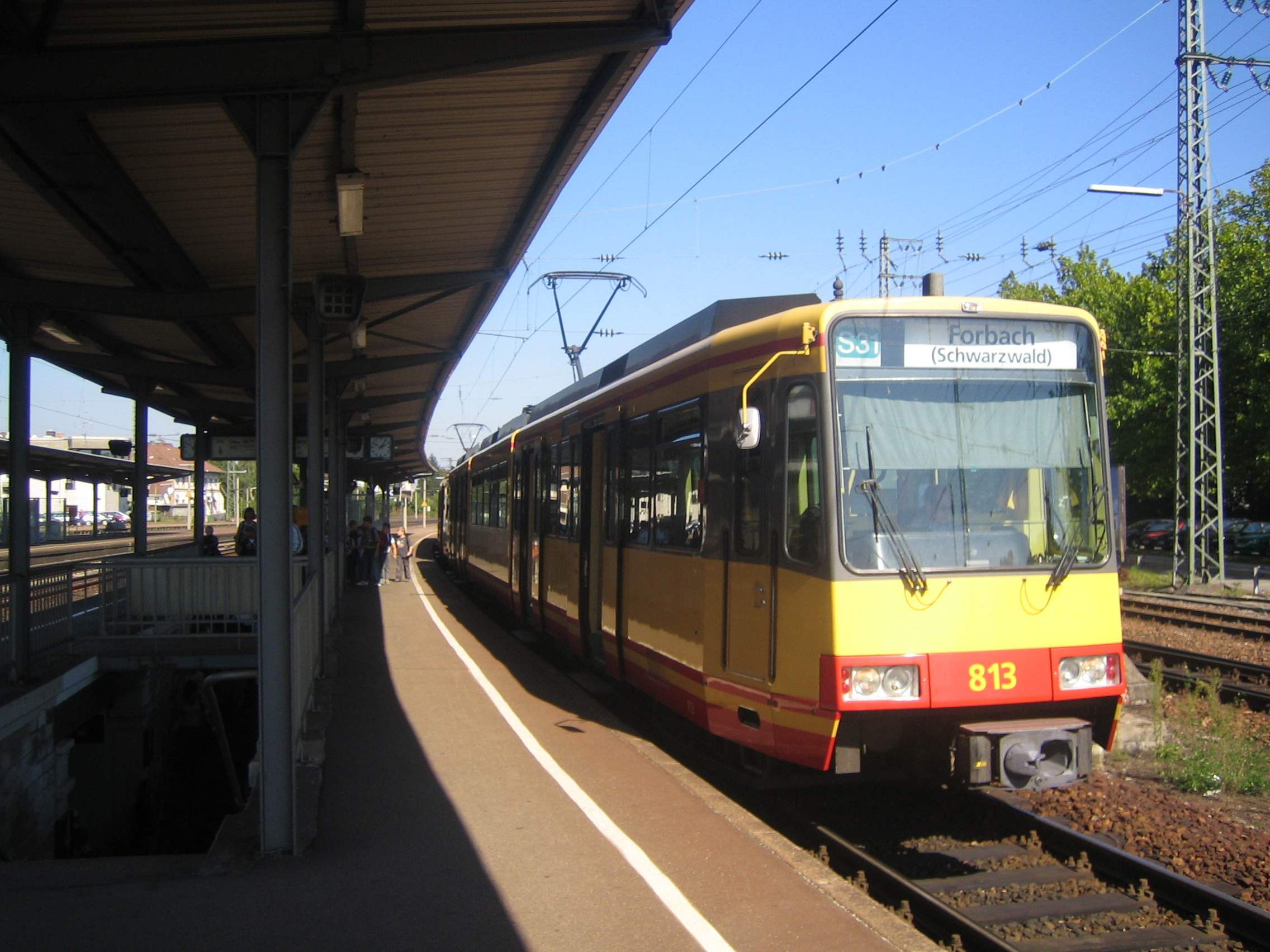
Stadtbahn der Linie S31 auf dem Weg nach Forbach (Schwarzwald) auf Gleis 5 im Bahnhof Rastatt

Der Bahnhof verfügt über sechs Bahnsteiggleise, welche alle durchgängig befahrbar sind. Das Gleis 1 ist über den Hausbahnsteig zu erreichen, die anderen fünf Gleise über drei Mittelbahnsteige. Auf den Gleisen 2 und 3 verkehren Regional- und Fernzüge der Deutschen Bahn nach Konstanz bzw. Basel über Offenburg sowie die Züge der Stadtbahn und Regionalbahn von und nach Baden-Baden und Achern (S7, S71, RB44). Das Gleis 4 wird von Regional- und Fernzügen sowie von Stadtbahnen der Linien S7 und S71 nach Karlsruhe genutzt. Die Gleise 5 und 6 dienen ausschließlich dem Verkehr auf der Murgtalbahn von und nach Freudenstadt (S8, S81, RB41, RE40). Das Gleis 1 wird nicht mehr regelmäßig im Personenverkehr genutzt.
Nördlich des Personenbahnhofs befindet sich der Güterbahnhof Rastatt, im Westen der zentrale Omnibusbahnhof. Dort verkehren mehrere Stadt- und Regionalbuslinien, die von der Verkehrsgesellschaft Rastatt unter dem Markennamen Rastadtbus betrieben werden.
Die Weichen und Signale werden von einem Stellwerk der Bauart SpDrS60 gestellt, welches sich am Gleis 1 befindet und örtlich besetzt ist.

## Zugverkehr

### Fernverkehr
Bis zum Fahrplanwechsel im Dezember 2014 war Rastatt Haltepunkt der Fahrten des IC 26 von und nach Konstanz. Seit deren Einstellung am 14. Dezember 2014 bestehen zwei Intercitys auf der Strecke zwischen Offenburg und Stuttgart, die unter der Woche Pendler nach Stuttgart und zurück bringen. Seit Dezember 2016 sind diese dort direkt verknüpft mit Zügen des IC 30 in Richtung Hamburg und Greifswald. Zum Fahrplanwechsel im Dezember 2023 erfolgte die Einkürzung dieser Linie nach Stuttgart. Der Linienast nach Offenburg wird nicht mehr bedient, wodurch Rastatt kein Fernverkehrshalt mehr ist.

### Regionalverkehr
| Linie | Linienverlauf                                                                                                | Taktfrequenz                    |
| ----- | --- | ------------------------------- |
| RE 2  | Karlsruhe – Rastatt – Baden-Baden – Achern – Offenburg – Villingen – Singen – Konstanz                       | stündlich                       |
| RE 7  | Karlsruhe – Rastatt – Baden-Baden – Offenburg – Freiburg – Müllheim – Neuenburg / Basel Bad Bf (– Basel SBB) | einzelne Züge                   |
| RE 40 | Freudenstadt – Baiersbronn – Forbach (Schwarzw) – Rastatt – Karlsruhe                                        | zweistündlich                   |
| RB 41 | Forbach (Schwarzw) – Gernsbach – Gaggenau – Rastatt – Muggensturm – Ettlingen West – Karlsruhe               | stündlich, nur montags–freitags |
| RB 44 | (Achern – Baden-Baden –) Rastatt – Muggensturm – Ettlingen West – Karlsruhe                                  | stündlich                       |

### Stadtbahn
| Linie | Linienverlauf | Taktfrequenz      |
| ----- | --- | ----------------- |
| S 7   | Achern – Baden-Baden – Rastatt – Durmersheim – Karlsruhe Bahnhofsvorplatz – Karlsruhe Marktplatz – Karlsruhe Tullastraße/Alter Schlachthof                                                        | stündlich         |
| S 71  | Achern – Baden-Baden – Rastatt – Muggensturm – Ettlingen West – Karlsruhe Hbf | einzelne Züge     |
| S 8   | Bondorf – Eutingen im Gäu – Freudenstadt – Baiersbronn – Forbach (Schwarzw) – Rastatt – Durmersheim – Karlsruhe Bahnhofsvorplatz – Karlsruhe Marktplatz – Karlsruhe Tullastraße/Alter Schlachthof | stündlich         |
| S 81  | (Bondorf ← Eutingen im Gäu ←) Freudenstadt – Baiersbronn – Forbach (Schwarzw) – Rastatt – Muggensturm – Ettlingen West – Karlsruhe Hbf                                                            | ein Zugpaar Mo–Fr |

(Stand: Fahrplanjahr 2023)